# Porti della Repubblica di Siena

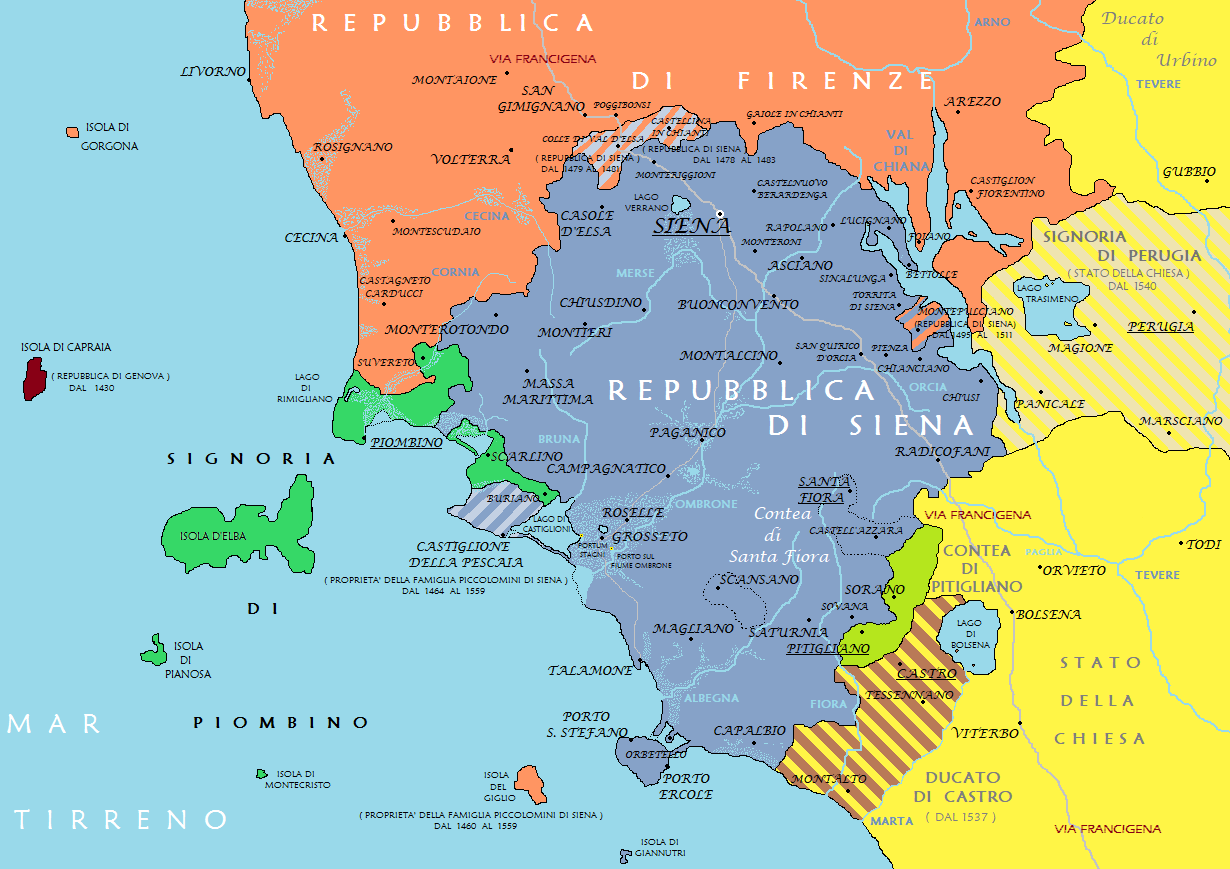
Possedimenti della Repubblica di Siena nella Maremma Grossetana tra i secoli XV e XVI

La Repubblica di Siena nella sua progressiva crescita territoriale vide i suoi confini espandersi specialmente nei territori della Toscana meridionale dell’attuale provincia di Grosseto. Il possesso di uno “sbocco sul mare” da parte di Siena fu quindi una naturale continuazione della sua politica espansionistica e commerciale nella Maremma Grossetana con la conquista dei porti di Talamone, Porto Ercole e Porto Santo Stefano.
Al fine di assicurarsi un accesso al traffico marittimo ed una rete commerciale competitiva, già nel XIII secolo Siena tenta di assicurarsi l’uso del porto fluviale di Grosseto. Tuttavia lo scalo, spazzato via dalle violenti piene che, tra il 1318 ed il 1333, allontanarono il corso dell’Ombrone dalla città, non ebbe di fatto mai un rilevante sviluppo, anche per l’errata politica economica senese e per la mancanza di un retroterra produttivo.

## Lo spazio euro-mediterraneo di Siena
(Tratto della Cronaca Sanese di Andrea Dei continuata da Agnolo di Tura riferito alla riconquista di Damietta in Egitto, nel novembre 1219, durante la quinta crociata, a cui parteciparono 900 cittadini di Siena)
Nonostante Siena non rappresentasse un punto di riferimento importante per i traffici mediterranei come Pisa o Firenze, questo non impediva agli operatori commerciali senesi di trovarsi coinvolti nel grande commercio via mare. 

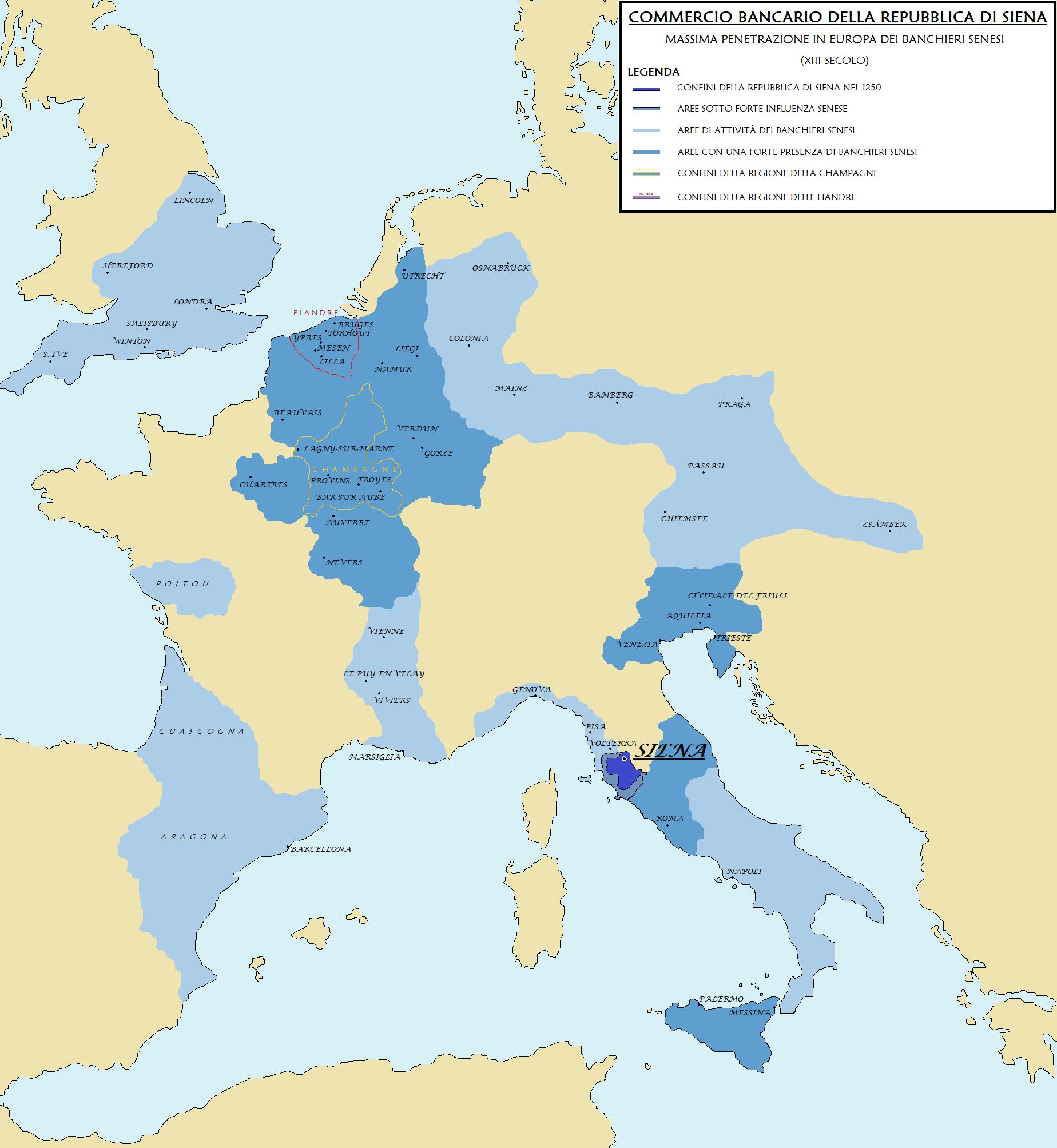
Mappa della massima penetrazione in Europa dei banchieri senesi nel corso del XIII secolo.

Ben prima del possesso di uno sbocco sul mare, le grandi compagnie mercantili senesi, erano solite affittare navi per il trasporto delle merci attraverso Porto Pisano e per i loro viaggi in terre straniere, affidando i loro traffici a compagnie di armatori estere provenienti dalle più vicine repubbliche marinare o appartenenti ad i maggiori ordini monastici militari. Con l'acquisto del controllo dei porti di Talamone e di Porto Ercole, nonostante l'esistenza di una piccola e ridotta cantieristica navale, Siena non sviluppò mai una propria flotta e continuò ad appoggiarsi all'utilizzo di navigli stranieri per i propri commerci via mare.
In un primo momento sotto la bandiera di Pisa e successivamente quella di Genova, Firenze, Venezia ed Ancona, i mercanti senesi traevano vantaggio dalla protezione offerta dai governanti stranieri ai cittadini delle repubbliche marinare ed ai loro alleati, sviluppando una rete commerciale-bancaria che al suo apice si estendeva dall'Inghilterra al levante, dalla Sicilia alle coste spagnole.
Un ruolo rilevante nei traffici marittimi della Repubblica di Siena è stato a lungo ricoperto dagli armatori della Corona d'Aragona che potevano godere di tutta una serie di privilegi a loro garantiti, uniti alla presenza di logge, fondachi e consoli catalani a Siena. Infatti, i mercanti catalani, da terra, agivano contrattando le operazioni a nome dei connazionali, insieme con quelle compagnie bancarie e commerciali senesi, che a loro volta avevano interessi e soci presenti nelle terre della Corona d’Aragona. Difatti, il circuito commerciale catalano-aragonese arrivò quindi a integrare a tal punto gli scali toscani, che i catalani cercarono di assicurarsi l’accesso al porto senese di Talamone, attraverso una serie di concessioni, pur con tutte le difficoltà logistiche che l’utilizzo di questo porto implicava, nei momenti in cui gli era impedito operare attraverso Porto Pisano. 

## Storia
(Traduzione del passo tratto dal Memoriale delle offese del Comune di Siena, riferito alla temporanea occupazione militare di Grosseto del settembre del 1224.)

### Il sistema portuale fluviale-lacustre di Grosseto
I rapporti tra Grosseto e la Repubblica di Siena furono fortemente segnati dalla rilevanza degli scali portuali grossetani.
Il commercio via mare era favorito dalla presenza di economiche e rapide vie di comunicazioni fluviali e lacustri. La città si trovava infatti in una posizione altamente vantaggiosa per lo sfruttamento delle aree umide che tra l'Ombrone ed il Lago di Castiglione creavano un sistema di acquitrini che offriva importanti risorse, quali il sale, il pesce e la selvaggina. La città di Grosseto garantiva quindi sia un ottimo scalo marittimo, attraverso la foce fluviale, sia il controllo del versante orientale del Lago di Castiglione.
Il sistema portuale grossetano era costituito dal suo principale porto fluviale ("in portu fluminis"), a poca distanza dalla città, e dal "portum stagni", situato sulle sponde orientali del Lago di Castiglione. Un terzo approdo era invece presente alla foce dell'Ombrone, nei pressi della Torre della Trappola, fatta costruire tra il 1413 ed il 1417 a difesa di un complesso di edifici adibiti a dogana e magazzino connessi all'attività delle saline. Ad essi si andavano ad aggiungere una serie di approdi di minore importanza.
Si trattava di un sistema portuale articolato in una serie di scali caratterizzati da denominazioni differenti e strutturato in relazione al differente pescaggio delle imbarcazioni, in modo tale da adattarsi alle frequenti variazioni della portata d'acqua ed alla mutevolezza idrogeologica del fiume.
Agli albori del XIII secolo, l'importanza commerciale del porto di Grosseto spinse Siena a stringere una serie di accordi con gli Aldobrandeschi che esonerassero i mercanti senesi dal pagamento di pedaggi per le loro merci. Nel settembre del 1224, proprio il mancato rispetto, da parte degli abitanti di Grosseto, dell'esenzione doganale garantita ai mercanti, portò alla prima temporanea occupazione militare della città.
Verso la metà del XIII secolo si hanno varie testimonianze dell'utilizzo del porto fluviale di Grosseto da parte del comune di Siena per l'approvvigionamento di grano proveniente dal Regno di Sicilia, per la città toscana allora aderente allo schieramento filo-imperiale.
L'esistenza di un legame tra lo scalo maremmano e l'esportazione via mare di prodotti cerealicoli locali è testimoniato da un contratto del 1256, nel quale il pisano Lanfranco di Ranieri noleggiò una imbarcazione al comune di Siena per il trasporto di ventidue moggia di grano.
Le direttrici di comunicazione tracciate dal corso dell’Ombrone furono percorse da una grande varietà di merci, movimentate dall’entroterra verso la costa e viceversa, intrecciandosi con i percorsi della transumanza fino all'Appennino ed al Monte Amiata. L’elemento costante di questi trafﬁci era principalmente rappresentato dai sistemi di approvvigionamento di sale marino da parte delle regioni interne.
Sul controllo della produzione e del commercio del sale si articolarono nel tempo sempre più strette relazioni tra il comune di Grosseto e quello senese, dalla metà del XII secolo sino alla formale sottomissione a Siena della città nel 1334-1338.

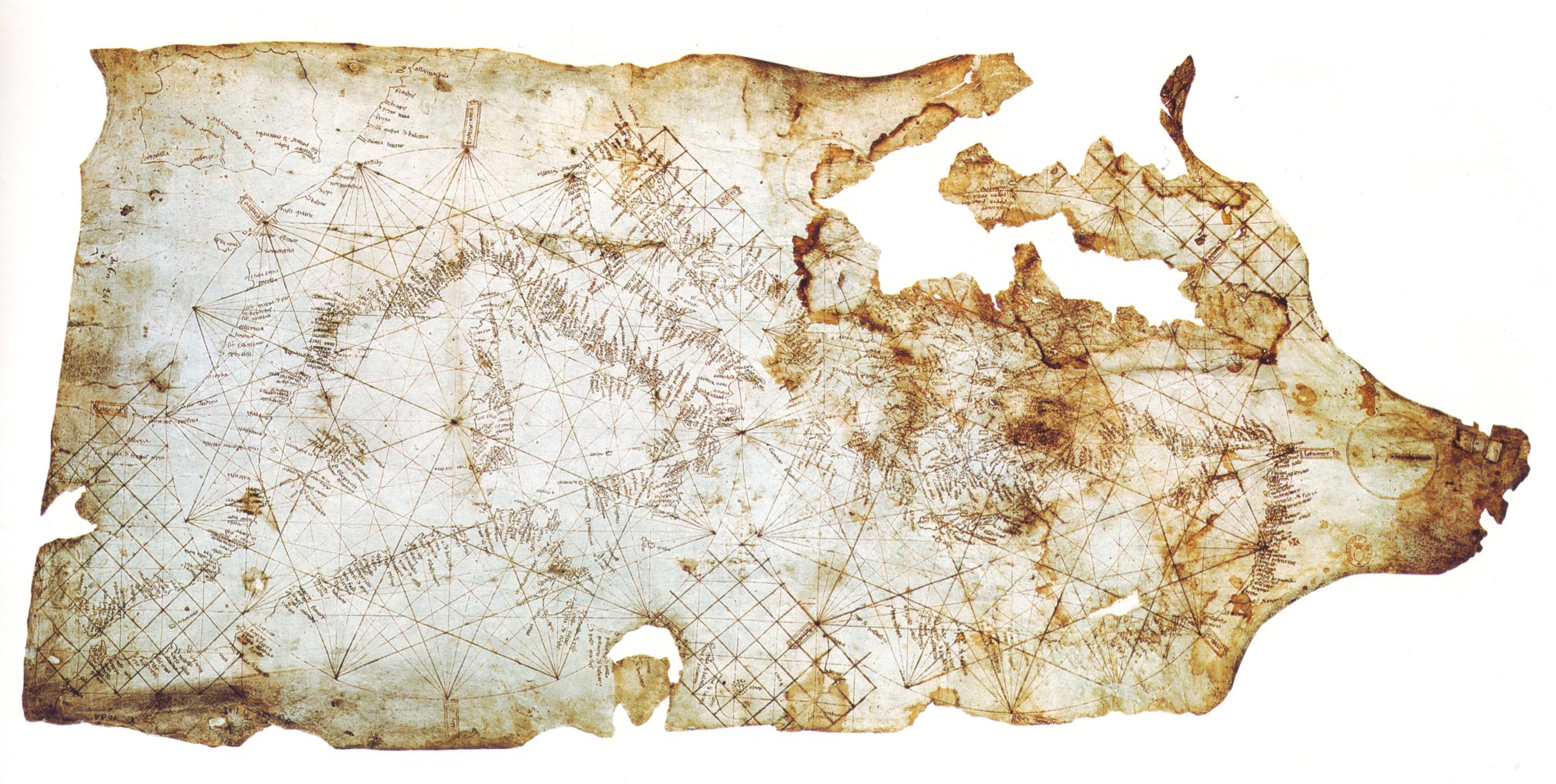
La prima fonte cartografica medievale dell'esistenza del porto fluviale di Grosseto è la Carta Pisana databile attorno al 1290, ove è rafﬁgurata la «foce de Grossito».

A partire dalla fine del Duecento sono molti i portolani medievali e moderni che testimoniano l'esistenza dello scalo fluviale grossetano tra gli scali secondari del litorale tirrenico, dalla Carta Pisana del 1290 al Portolano di Digione del 1510.
Il sistema portuale grossetano rivestì un ruolo particolarmente significativo nel corso della prima metà del Trecento, costituendo, insieme al porto di Talamone, il punto di riferimento per i traffici marittimi delle principali città guelfe della Toscana, a causa del divieto di utilizzo degli scali pisani e lucchesi imposto ai mercanti Fiorentini.
Lo spostamento dei traffici marittimi fiorentini sui porti senesi è confermato dalla stipula, il 22 aprile 1329, a Grosseto di un atto pubblico di quietanza tra Ottobone del fu Pagano de’ Marini, a nome di Gaspare de’ Grimaldi, armatore genovese, e Bonaccorso del fu Giovanni, rappresentante della società ﬁorentina degli Acciaiuoli. Il documento rappresenta uno dei più antichi documenti all’origine del moderno contratto di assicurazione.
A causa delle violente alluvioni del 1318 e del 1333, l'area umida intorno a Squartapaglia divenne terraferma e fu quindi necessario lo spostamento delle saline di Grosseto verso la Trappola nel 1386. Questo mutamento, insieme all'allontanamento del corso del fiume da Grosseto, aumentò l'importanza e l'utilizzo dell'approdo fluviale situato più vicino alla foce a scapito di quelli più interni.
Nonostante la sua relativa importanza economica ed il suo costante utilizzo da parte di Siena, il sistema portuale grossetano non conobbe mai un vero e proprio sviluppo rilevante. La grande precarietà idrogeologica del bacino dell'Ombrone e la transizione verso un regime idraulico torrentizio, in seguito al mutamento del corso del fiume successivo alle grandi alluvioni della prima metà del Trecento, ridussero progressivamente la sua navigabilità ed allontanarono il corso del fiume da Grosseto.
Le periodiche epidemie di peste e la forte diffusione della malaria, in seguito all'impaludamento del Lago di Castiglione ebbero gravi conseguenze sulla popolazione locale, causando il parziale spopolamento della città maremmana, limitando ulteriormente l'utilizzo e lo sviluppo del sistema portuale.

### Acquisto e sviluppo di Talamone
(Constituto del Comune di Siena volgarizzato nel 1310, ma il cui atto è da riferirsi agli anni 1290/1292, un periodo antecedente all'acquisto del Porto di Talamone)
Nel maggio del 1303, l’abate del monastero di San Salvatore frate Ranieri, giunse a Siena proponendo al governo dei Nove l’acquisto dei terreni di proprietà del monastero (anche se allora erano però occupati militarmente dai Conti di Santa Fiora) tra cui Talamone e Castiglion di Val d’Orcia.
Dopo una difficile contrattazione, il 10 settembre 1303 fu firmato il contratto d’acquisto. Al prezzo di 900 fiorini d’oro il porto di Talamone, la Contrada di Valentina e Castiglion di Val d’Orcia vennero venduti alla Repubblica di Siena che poneva sotto la sua protezione anche il monastero.

Possedimenti costieri della Repubblica di Siena dall'acquisto di Talamone al 1559

Il possesso di uno sbocco sul mare venne festeggiato ampiamente a Siena, speranzosa di incrementare così i suoi commerci, nonostante risentissero per le conseguenze negative che il fallimento della Gran Tavola dei Bonsignori aveva causato nelle relazioni con la Francia e l’Italia settentrionale.

Nel maggio del 1304 venne istituita una balìa di tre cittadini senesi che si occupassero delle necessità del porto di Talamone e di comunicarle a Siena.

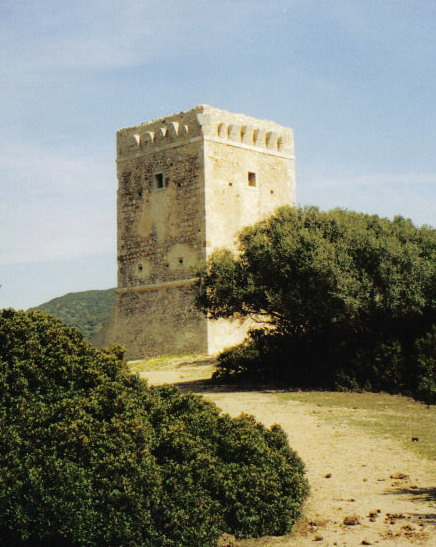
Torre di Collelungo fatta costruire dalla Repubblica di Siena per migliorare il sistema difensivo del litorale prossimo a Grosseto

Si doveva a questo punto decidere la strategia da tenere riguardo al porto. Il Consiglio generale della Campana era diviso su due idee contrapposte rappresentate rispettivamente da Mignanello dei Mignanelli e da Cione di Alemanno dei Piccolomini. Il primo sosteneva che il governo dei Nove dovesse avere la piena autorità nei lavori, mentre il secondo sosteneva che fosse necessario accordarsi con i Genovesi per il corretto sviluppo del porto vista l’inesperienza dei senesi negli affari marittimi.
Si decise di evitare intromissioni esterne gestendo direttamente lo scalo.
Dal 1305 vennero finanziati lavori di rifacimento per le mura del porto, migliorate le strade, creato un ponte e rifatto il cassero mentre, per evitare possibili inimicizie con i Conti di Santa Fiora vennero stabiliti con precisione i confini.
L’anno successivo venne posto il bando per la gabella delle saline che avrebbe dovuto fornire metà del prodotto al Comune poiché di sua proprietà.
Su segnalazione di tre cittadini senesi inviati sul posto, nel 1309 vennero effettuate migliorie sia al castello, sia al porto per rendere più facile l’approdo dei marinai grazie a pontili di legno, oltre che l’inizio dei lavori per la costruzione di un faro.
A seguito all'adesione alla lega guelfa toscana, resa possibile grazie al mutamento politico imposto dai Nove che allontanò la città dall’impero, Siena si trovò allora ad essere alleata con Firenze. Date le crescenti inimicizie esistenti verso la ghibellina Pisa, il governo fiorentino stipulò il 17 agosto 1311 un accordo con la Repubblica senese per il passaggio di tutte le loro merci via mare da Talamone.

### Difficoltà di gestione e concessione del porto di Talamone
che spera in Talamone, e perderagli
più di speranza ch'a trovar la Diana;
ma più vi perderanno li ammiragli»
(Divina Commedia, Purgatorio - Canto tredicesimo, vv. 151-154.

Dante Alighieri allude malignamente alle grandi speranze e le ingenti somme che Siena ripose nell'acquisto del porto di Talamone, paragonandolo agli infruttuosi investimenti fatti per la ricerca della leggendaria Diana, un fiume sotterraneo che si credeva scorresse nel sottosuolo di Siena.)
Con la discesa dell’Imperatore Arrigo in Toscana si registrarono varie rappresaglie contro i mercanti fiorentini a Genova e, probabilmente per il medesimo motivo di danneggiare il commercio fiorentino, alcuni fuoriusciti senesi ghibellini assaltarono Talamone nel 1312; in quel momento senza difese.
Ci vollero due anni alla Repubblica di Siena per riottenere il controllo del porto.

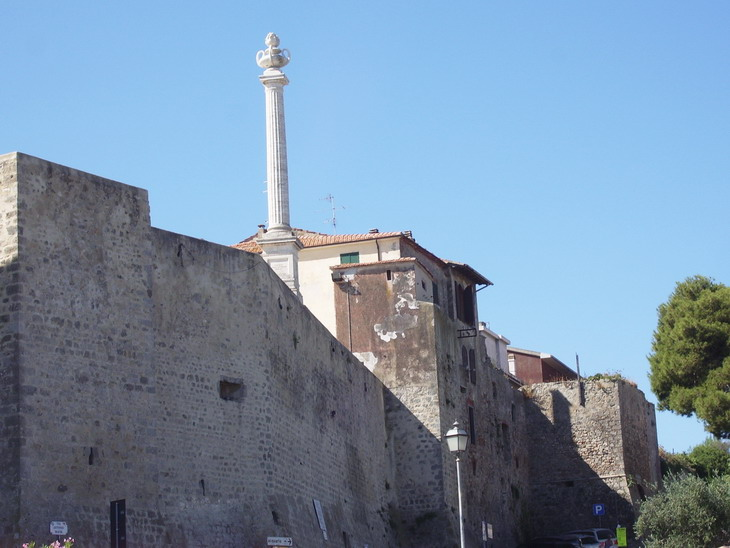
Le Mura di Talamone vennero restaurate e migliorate già dal 1305 per volere della Repubblica di Siena

Tuttavia già nel 1320 si registra una nuova aggressione, stavolta da parte di fuoriusciti genovesi, che saccheggiarono Talamone di una grossa quantità di grano diretta verso Siena, gravata in quel periodo da una carestia.
Negli anni seguenti il Comune di Siena si impegnò nel prendere le misure necessarie per evitare nuove incursioni straniere, insieme al conferimento di privilegi agli abitanti del porto in modo da incentivare la crescita della popolazione di Talamone.
Nonostante gli sforzi, il popolamento e la messa in sicurezza dello scalo risultarono un fallimento vista anche la presenza pressante della malaria. Il porto fu costretto a subire una nuova occupazione ostile nel 1328 da parte dell’armata del re di Sicilia che tentò di prendere pure Grosseto.
Data l’impossibilità di gestire in modo fruttuoso il porto, il governo dei Nove optò per la concessione di Talamone in affitto al Duca di Calabria tramite il suo vicario ducale.
Nel 1339 venne data la concessione del porto per 8 anni al genovese Manfredi del Fiesco, conte di Lavagna. Tuttavia a causa di alcune violazioni dei patti, il contratto venne annullato e lo scalo marittimo tornò al controllo diretto di Siena.

A seguito di nuovi scontri con i pisani per l’influenza su Lucca, Firenze rinnovò gli accordi con la Repubblica di Siena per i diritti dei mercanti fiorentini nel porto di Talamone nel 1340; situazione che si ripeté nel 1356.

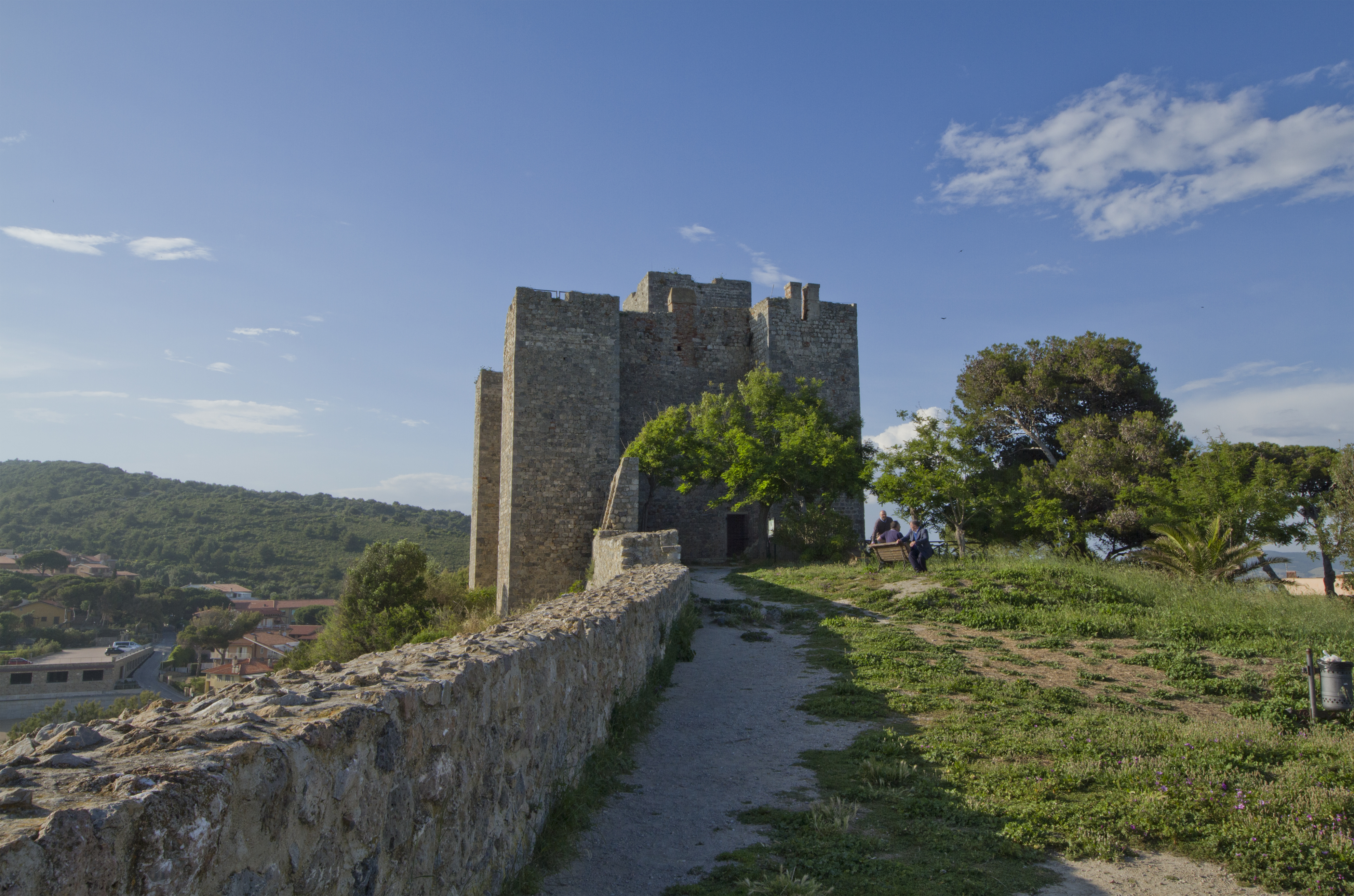
Rocca medievale di Talamone

Venuta a sapere del trattato con Firenze, Pisa minacciò di occupare il porto e tentò a più riprese di assaltarlo, fallendo grazie anche all’impegno di Firenze nel proteggere i suoi commerci marittimi.
Tuttavia una volta firmata la pace con Pisa nel 1364, i mercanti fiorentini preferirono lasciare il più lontano porto senese in favore di quello pisano, nonostante la pressione esercitata da Siena per mantenere comunque il traffico commerciale di Firenze.
In un periodo di forte instabilità politica senese, si deliberarono quindi ancora maggiori privilegi a chiunque volesse abitare a Talamone e ne coltivasse i terreni ed a i mercanti di passaggio, così da rimediare al danno causato dalla perdita del traffico marittimo fiorentino. L’intera zona della Maremma senese venne però trascurata gravemente e a causa della forte emigrazione la popolazione di Talamone, Magliano e Grosseto era ormai decimata.
In questa situazione nel 1375 il litorale senese subì vari saccheggi dalle truppe pisane, che in seguito occuparono Talamone insieme alle milizie papali. A causa di contrasti tra Siena ed il papato per il sostegno dato a Perugia nelle sommosse contro lo Stato Pontificio, l’occupazione papale durò fino al 1378, anno in cui la Repubblica di Siena riacquistò il controllo del porto pagando una ingente somma di denaro a Urbano VI.
L’anno seguente, a causa dei conflitti con pisani e genovesi per il controllo della Sardegna, i Catalani conclusero un trattato con la Repubblica di Siena per l’utilizzo del porto di Talamone, garantendo ai loro mercanti gli stessi diritti che vennero garantiti ai fiorentini, ma con dazi inferiori.
Una volta che lo scalo senese venne lasciato dai Catalani, non riuscendo Siena a coprire con il commercio marittimo le spese per la difesa e le guardie, nel 1385 si decise di concedere l’affitto del porto ad una società che si occupasse pure del mantenimento delle strutture difensive.
Nel 1399 vennero deliberate varie misure per il risanamento della Maremma e la bonifica delle terre di Grosseto, in modo da sfruttare finalmente a pieno la grande fertilità delle zone in agricoltura.
Con la conquista di Livorno nel 1404 e quella di Pisa nel 1406 da parte di Firenze, divenne dunque più pressante per Siena l’ammodernamento di Talamone per evitare la decadenza del porto. In quegli anni re Ladislao di Napoli cercò di portare la Repubblica di Siena dalla sua parte in funzione antifiorentina, ma visto il rifiuto dei senesi il re di Napoli attaccò Talamone insieme ai Genovesi nel 1410. Con grande sforzo e con l’aiuto di Firenze e Francia, Siena riuscì a riconquistare l’approdo ed il castello nel dicembre dello stesso anno.

### Conquista di Porto Ercole e Porto Santo Stefano

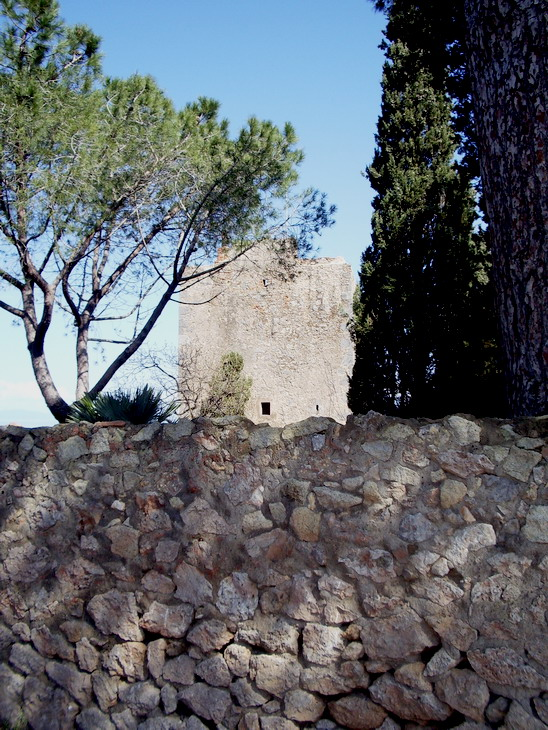
Torre di Lividonia di Porto Santo Stefano progettata dalla Repubblica di Siena nel 1548

Porto Ercole ed il territorio del Monte Argentario, compreso il minore Porto Santo Stefano, vennero conquistati dalla Repubblica di Siena al tempo della venuta in Toscana del re di Napoli Ladislao nel 1409.

I danni causati dall’occupazione genovese furono ingenti ed il Consiglio Generale della Campana approvò nel 1411 che venissero fatti i lavori di riparazione necessari, e lo stesso successe nel 1416 con Orbetello da poco conquistata.

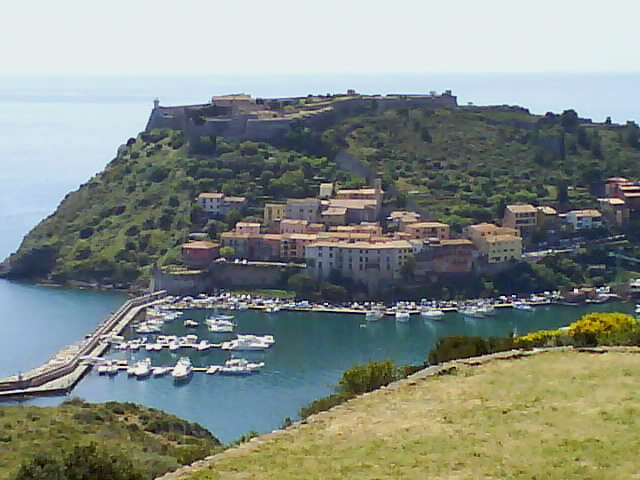
Porto Ercole con la Rocca voluta dagli Aldobrandeschi e poi curata ed ampliata sotto la Repubblica di Siena

Il ritorno dei Catalani nello scalo senese nel 1436 rappresentò un fatto positivo e, con il trattato firmato dalle parti, la Repubblica di Siena si impegnò a mantenere le strade per Grosseto in buono stato così come il ponte del porto. Il commercio poté rifiorire e l’anno successivo si registrò la visita anche del principe Alfonso d’Aragona.
Date le ingenti spese che portava il Porto Ercole al Comune di Siena, nel 1441 venne dato in concessione ad Agnolo Morosini con l’impegno di quest’ultimo di costruirci fortificazioni e strutture difensive sia nello scalo, sia nella zona del Monte Argentario.
Nel 1460 il territorio andò in concessione ad una società commerciale di cittadini senesi. Questi si impegnarono verso Siena di rendere abitabile la zona di Porto Ercole (concedendo agli abitanti gli stessi privilegi che avevano i cittadini di Talamone), costruendo una nuova torre ed anche un magazzino.
Viste le pessime condizioni in cui versava Porto Ercole, per volontà del Consiglio della Campana venne ritirata la concessione alla società commerciale nel 1474. La Repubblica inviò dei fanti di guardia e due castellani per occuparsi con maggiore attenzione delle necessità dello scalo e risolvere il problema della mancanza di abitazioni per i cittadini.
Il 30 gennaio del 1474 si ha l’unica notizia di una nave senese, costruita in uno dei porti della maremma senese dal mercante Francesco Benedetti da Perpignano che ottenne dal Comune la licenza di poter issare la bandiera della Repubblica di Siena.  Siena non è in questo periodo un punto di riferimento importante per i traffici mediterranei, almeno non al livello di Firenze, ma questo non impedisce a operatori commerciali senesi di trovarsi coinvolti nel grande commercio marittimo, con l’inevitabile corollario di episodi di rappresaglia.

### Declino della Repubblica di Siena

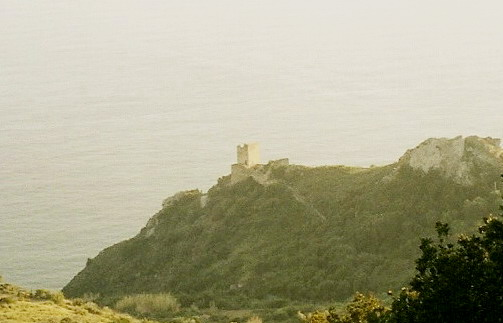
Torre costiera della Maddalena, costruita per volere della Repubblica di Siena durante il XV secolo per potenziare il sistema difensivo del versante occidentale del Monte Argentario

Nel 1476 una grave pestilenza colpì i porti di Talamone e Porto Ercole, decimando la popolazione di tutta l’area grossetana, impoverita successivamente dalla sosta dell’esercito reale napoletano, a causa della Guerra dei Pazzi, in quelle terre che si stavano appena ripopolando. 
Dal 1480 la Repubblica decise di intervenire sui porti cercando di incentivare il ritorno dei cittadini emigrati durante la peste. Porto Ercole conobbe in questo periodo un buon flusso commerciale grazie al commercio dei panni di lana verso oriente da parte dei mercanti senesi.
Per risolvere i problemi di sicurezza, nel 1489 Siena inviò a Costantinopoli un suo console di religione musulmana affinché il Sultano dell’Impero Ottomano cacciasse dalla Maremma i molti corsari che danneggiavano le città ed i porti.

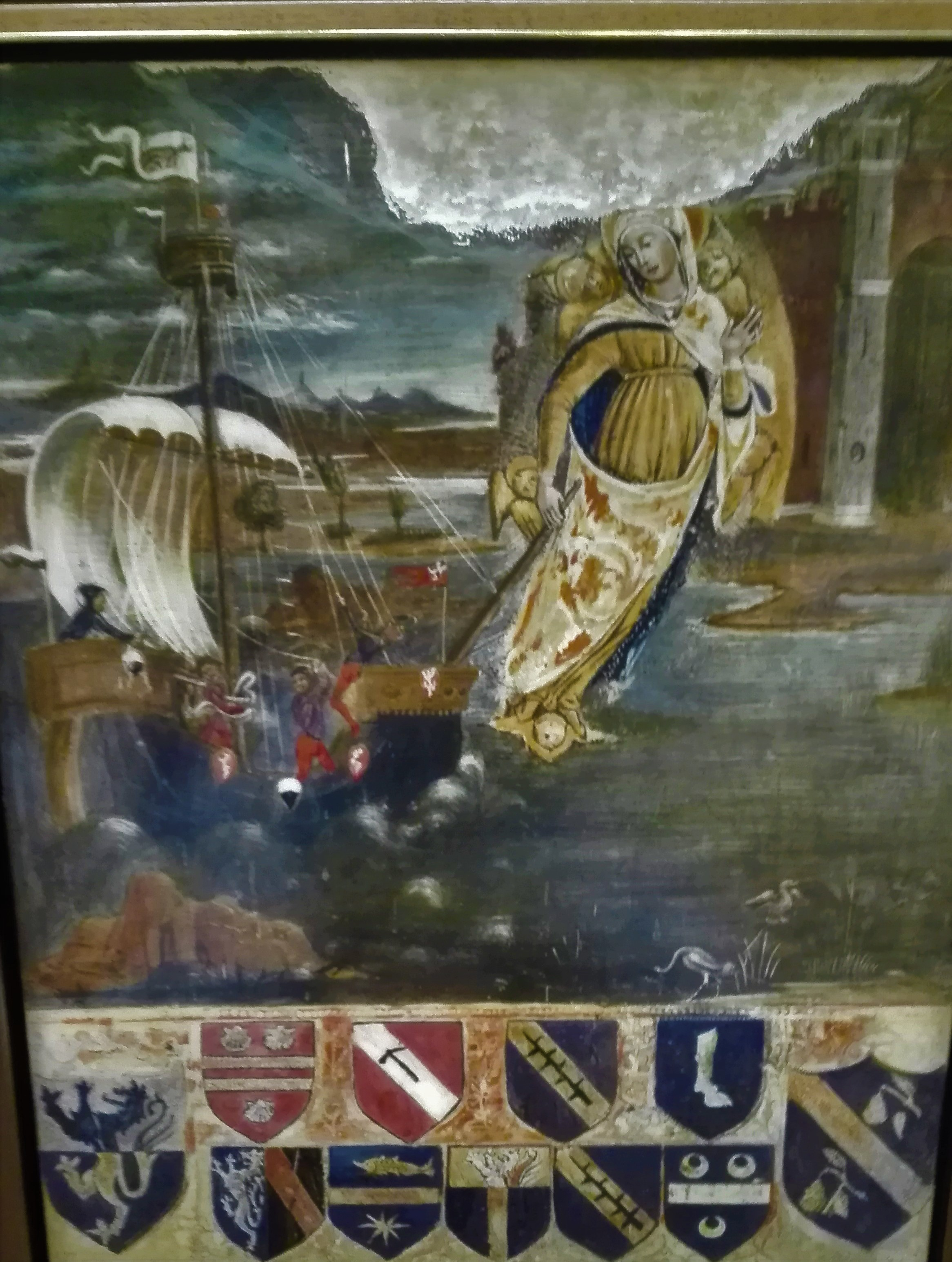
Biccherna del 1487 raffigurante la Madonna che porta verso un porto sicuro una nave della Repubblica di Siena, allegoria del ritorno in città dei fuoriusciti del Monte dei Nove guidati da Pandolfo Petrucci

Nei primissimi anni del ‘500 la Repubblica di Siena vendé, al prezzo di 4.500 fiorini, tutte le entrate dei porti di Talamone e Porto Ercole per dieci anni ad Alessandro di Galgano Bichi, mentre l’uso dei terreni del Monte Argentario venne comprato dallo Spedale di S. Maria della Scala di Siena.
Nel 1507, durante la sua signoria, Pandolfo Petrucci comprò per 34.000 fiorini d’oro il dominio del Monte Argentario.
Approfittando di un periodo di forte instabilità politica della Repubblica di Siena, il comandante genovese Andrea Doria occupò, per conto del Papa, nel 1527 Talamone e dopo caddero anche Orbetello e Porto Ercole. L’occupazione di Orbetello e di Talamone durò poco perché l’esercito senese sostenuto dalla popolazione riuscì a riprendersi le due città.
Non potendo i senesi prendere Porto Ercole con la forza, il Comune di Siena chiese con molta insistenza a Papa Clemente VII che restituisse le terre occupate con la forza. Non ottenendo risposte positive e visto il prolungarsi delle trattative, la Repubblica decise di attaccare a sorpresa lo scalo nel 1530, riuscendo a riprendere il porto grazie al comandante Cincio Corso.

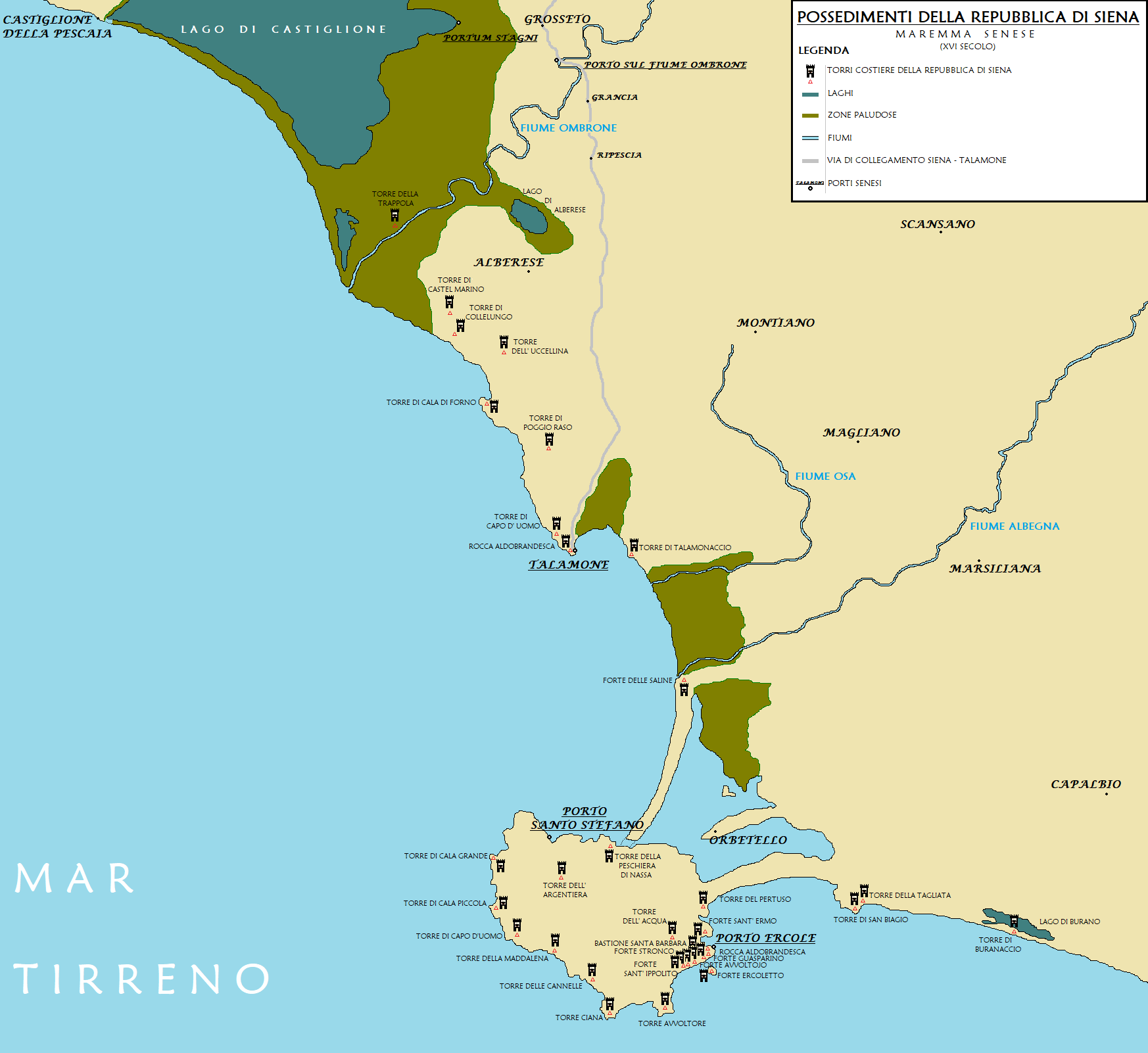
Mappa del sistema di torri costiere a difesa del litorale della Repubblica di Siena verso la metà del XVI secolo.

Temendo una guerra imminente contro l’Imperatore o contro il Papa, il Comune fece visitare le città ed i castelli della Maremma dall’architetto Baldassarre Peruzzi e Antonmaria Lari che si occuparono del potenziamento delle mura di Porto Ercole, Grosseto e Talamone nel 1532 e nel 1541.
La flotta di Khayr al-Din Barbarossa, giunta in Italia per soccorrere il re di Francia, saccheggiò ed espugnò Montiano, Talamone e Porto Ercole. Le terre depredate vennero cedute al re di Francia che dopo averle offerte invano al Papa (che le rifiutò poiché sosteneva la presenza spagnola in Italia) decise di ritirarsi da queste terre dopo avere dato fuoco a Porto Ercole ed alla sua rocca.
Durante l’ultimo decennio di vita della Repubblica di Siena, dal 1545 al 1555, i restauri delle mura e le fortificazioni dei porti di Talamone e Porto Ercole furono continui.
Durante la Guerra di Siena dove si fronteggiarono gli eserciti senese e francese contro quelli fiorentino e spagnolo, assediata Siena il 2 agosto 1554 ed arresasi la città nell’aprile del 1555, rimaneva ancora da conquistarsi Porto Ercole dove il comandante francese Charles de Carbonnières, dopo aver atteso l'arrivo del maresciallo Pietro Strozzi, si arrese il 18 giugno 1555.
I porti che furono della Repubblica di Siena per più di due secoli, divennero parte del nascente Stato dei Presidi nel 1557 per volere di Filippo II re di Spagna.

## I porti Senesi nell'arte e nella cultura di massa

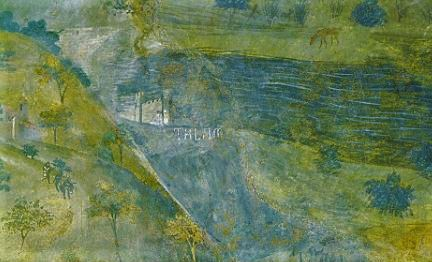
Particolare dell'affresco Effetti del Buongoverno (1339) di Ambrogio Lorenzetti. Si possono notare le iniziali "Talam" in oro.

- Nell’affresco Effetti del Buon Governo in città, presente nella Sala dei Nove del Palazzo Pubblico di Siena, è ancora visibile l'inizio della scritta "Talamone", troncata nella parte terminale. Ambrogio Lorenzetti aveva infatti disegnato nel 1339 la Campagna Senese fino al mare, che allora nel contado di Siena voleva dire l'avamposto di Talamone. L’opera ha subito però un rifacimento quattrocentesco nel margine destro, su una superficie triangolare delimitata approssimativamente dal lato che va dalla penultima trave del soffitto al margine inferiore destro. Al tempo delle modifiche, infatti, la zona costiera era infestata dalla malaria e si preferiva raffigurare il contado fino ad un lago anonimo, piuttosto che al mare[32][33].

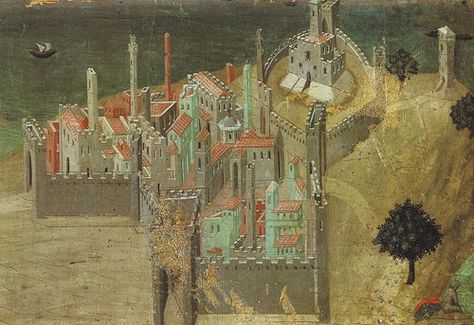
Veduta di città sul mare di Ambrogio Lorenzetti, Pinacoteca Nazionale di Siena.

- Talamone è rappresentata anche nella tavoletta Veduta di città sul mare attribuita allo stesso Ambrogio Lorenzetti ed è probabilmente il primo esperimento di raffigurazione a tema paesaggistico della pittura europea. La città è resa simile proprio alla Siena medievale, in una visione immaginaria, con torri inconcepibilmente elevate[34][35].Particolare dell'affresco di Giorgio Vasari La presa di Porto Ercole (1570). Si possono vedere le varie fortezze della Repubblica di Siena (tra cui anche quella sull'Isolotto detta Forte Ercoletto) durante l'assedio del porto senese (al centro dell'affresco) del 1555.

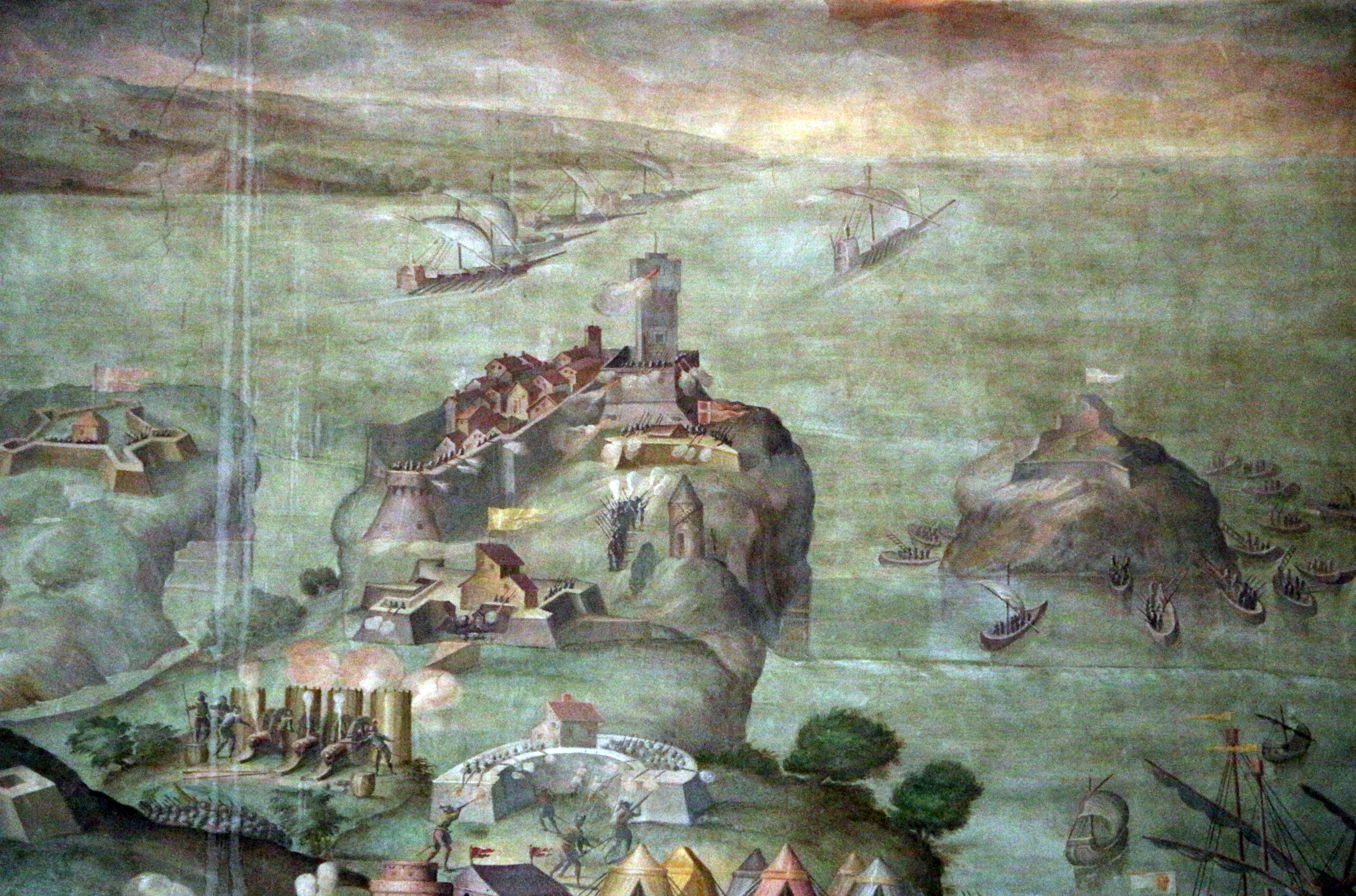
Particolare dell'affresco di Giorgio Vasari La presa di Porto Ercole (1570). Si possono vedere le varie fortezze della Repubblica di Siena (tra cui anche quella sull'Isolotto detta Forte Ercoletto) durante l'assedio del porto senese (al centro dell'affresco) del 1555.

- Porto Ercole è invece rappresentato da Giorgio Vasari nell’affresco La presa di Porto Ercole, presente nel Salone dei Cinquecento a Firenze. Giorgio Vasari celebra con questa opera la conquista del porto senese avvenuta il 18 giugno 1555 assieme alle più grandi vittorie militari fiorentine, per l’esaltazione e la glorificazione del committente Cosimo I de’ Medici e della sua casata.

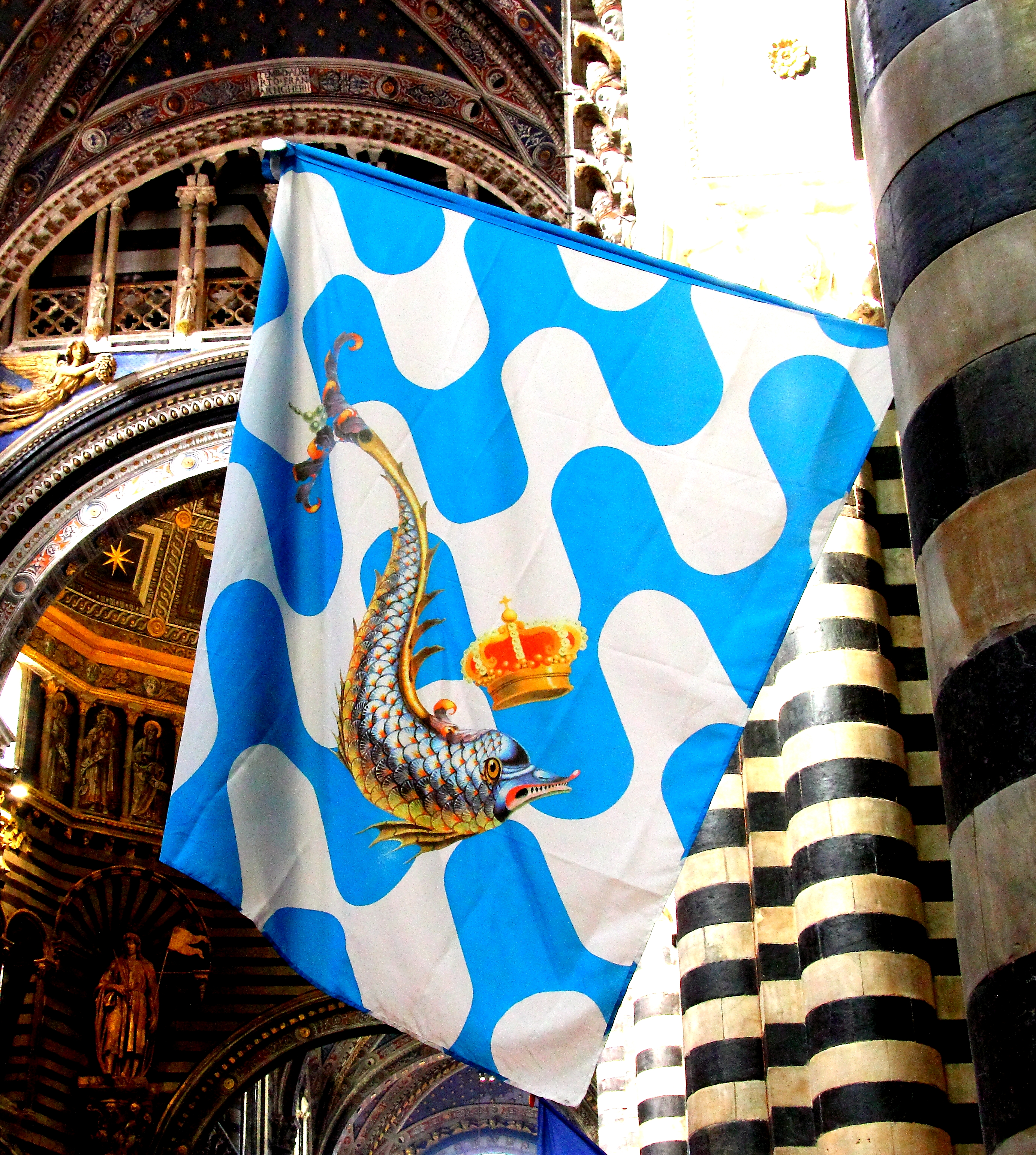
Bandiera della Contrada Capitana dell'Onda nel Duomo di Siena.

- Ai sensi del proprio Statuto, la Contrada Capitana dell’Onda considera ancora oggi Talamone parte integrante del suo territorio e i relativi abitanti, che siano protettori, parte del popolo della Contrada. Le origini della Contrada derivano infatti dall’aggregazione dei popoli delle antiche compagnie militari senesi di Casato di Sotto e di San Salvadore avvenuta nel XV secolo, incaricate del presidio del litorale della Repubblica di Siena, il cui porto principale era la cittadina di Talamone[36].

- 8 settembre 1224: prima occupazione militare senese dei porti fluviali di Grosseto.
- 10 settembre 1303: la Repubblica di Siena acquista il porto di Talamone.
- 17 agosto 1311: a causa dei crescenti conflitti con Pisa, Firenze stipula un accordo con Siena per il passaggio di tutte le proprie merci via mare da Talamone.
- 1312 - 1314: fuoriusciti senesi ghibellini assaltano ed occupano il porto di Talamone.
- 1318 e novembre 1333: due violente alluvioni allontanano il corso del fiume Ombrone dalla città di Grosseto, danneggiando la navigabilità e riducendo l'utilizzo degli scali fluviali interni.
- 1320: saccheggio di Talamone da parte di fuoriusciti genovesi.
- 1328: momentanea occupazione siciliana del porto di Talamone.
- febbraio 1338: definitiva conquista di Grosseto.
- 1340 - 1364: in seguito a vari scontri con Pisa, il traffico commerciale marittimo di Firenze si sposta sul porto senese di Talamone in seguito agli accordi del 1340 e del 1356.
- aprile 1348: la peste nera decima la popolazione del litorale maremmano.
- 1375 - 1378: occupazione pontificia di Talamone.
- 1379: il porto di Talamone viene dato in concessione alla Corona d'Aragona.
- 1414: i conti Orsini di Pitigliano cedono alla Repubblica di Siena i territori di Orbetello e di Monte Argentario con Porto Ercole.
- 1436 - 1441: gli scali portuali senesi vengono nuovamente dati in concessione ai mercanti catalani della Corona d'Aragona.
- luglio 1526 - febbraio 1529: momentanea occupazione pontificia della Maremma Senese.
- giugno 1544: Khayr al-Dīn Barbarossa occupa momentaneamente Talamone e Porto Ercole per conto del re di Francia.
- 18 giugno 1555: presa di Porto Ercole da parte delle truppe ispano-medicee.
- 2-3 aprile 1559: con la pace di Cateau-Cambrésis la Repubblica di Siena cessa definitivamente di esistere ed i suoi porti entrano a far parte del nascente Stato dei Presidi.